# Espongiosi medul·lar renal
La malaltia de Cacchi-Ricci (MCR), nefroespongiosi, èctasi precalicilar difusa o espongiosi medul·lar renal, és un trastorn congènit rar dels ronyons caracteritzat per la dilatació quística dels túbuls col·lectors en un o tots dos ronyons, generalment acompanyada de nefrocalcinosi, acidosi tubular renal distal i hipocitratúria (baixa concentració de citrat a l'orina).

## Epidemiologia
La seva prevalença és d'aproximadament 1 cas/5000 individus. Es detecta molt poques vegades durant l'edat pediàtrica. En un 70% dels casos la condició és bilateral. Les dones amb MCR experimenten més pedres, ITU i complicacions que els homes.

## Patogènia
Les persones amb la MCR tenen més risc de patir càlculs renals (pedres al ronyó), predominantment de fosfat de calci i/o d'oxalat de calci, i infecció del tracte urinari (ITU). Els pacients amb la MCR solen tenir el doble de pedres a l'any que altres malalts formadors de pedra sense la MCR, diagnosticant-se aquesta afecció en més d'un 20% dels individus que pateixen nefrolitiasis recurrents. Tot i que es descriu com un trastorn "benigne" amb una baixa taxa de morbiditat, fins a un 10% dels pacients que sofreixen MCR tenen un increment del risc de morbiditat associada a pedres freqüents i ITU. Si bé alguns d'ells presenten un augment de dolor renal crònic, la font del dolor, quan no hi ha una ITU o un bloqueig de la sortida de l'orina, encara no està clara en aquest moment. En algun cas, és difícil diferenciar la MCR d'una neoplàsia renal. El còlic renal (mal d'esquena degut a una obstrucció) està present en el 55% dels pacients. Abans es creia que la MCR no era hereditària, però avui dia hi ha proves que indiquen el contrari, sent un trastorn genètic de transmissió autosòmica dominant, penetrància incompleta i expressió variable. S'han identificat diverses variacions en la seqüència del gen GDNF en malalts amb MRC. Pot formar part de les manifestacions renals de la síndrome de Rabson-Mendenhall greu. Rares vegades, es presenta associada a cistinúria, hipopotassèmia sintomàtica, hemihiperplàsia corporal congènita aïllada, ronyó en ferradura, disgenèsia testicular, fibrosi hepàtica congènita, hiperparatiroïdisme, displàsia fibromuscular multifocal (un rar trastorn vascular no inflamatori que provoca un creixement anòmal de la paret de les artèries i de vegades la formació d'aneurismes), malaltia de Caroli o a la síndrome de Beckwith–Wiedemann (una forma infreqüent de resistència a la insulina). Ocasionalment, es desenvolupa una hipertensió secundària derivada de la baixa perfusió renal que causa la malaltia.

## Diagnosi
El diagnòstic de la MCR s'aconsegueix emprant diverses proves d'imatge mèdica, incloent l'ecografia, o bé amb la pràctica d'una biòpsia renal.

## Tractament
En casos lleus, el tractament bàsic de la MCR consisteix en el control de la formació de càlculs estabilitzant el pH urinari per mitjà d'una dieta adequada, consum abundant d'aigua, administració de diürètics tiazídics per disminuir la hipercalciúria i ús de compostos amb citrat de potassi. Si la nefrolitiasi és ja important i simptomàtica està indicada la litotrícia o inclús una cirurgia renal directa.